# Eblisia guinense
Eblisia guinense är en skalbaggsart som beskrevs av Miłosz A. Mazur 1989. Eblisia guinense ingår i släktet Eblisia och familjen stumpbaggar. Inga underarter finns listade i Catalogue of Life.